# Алхимия на щастието
„Алхимия на щастието“ (на персийски: کیمیای سعادت, латинизирано: Kimiya-yi Sa'ādat) е книга, написана от Абу Хамид Мухаммад ибн Мухаммад ал Газали, персийски богослов, философ и сунитски книжовник, считан за един от най-великите систематични мислители на исляма. Написва въпросната книга към края на своя живот – скоро преди смъртта си през 1105 г., или през 499 г. по ислямското летоброене.